# ادوبی میوز
ادوبی میوز (انگلیسی: Adobe Muse) نرم‌افزاری از ادوبی سیستم است که به طراحان اجازه می‌دهد بدون نیاز به نوشتن هرگونه کدبه ایجاد وب سایت بپردازند. این نرم‌افزار از طریق نرم‌افزار ابر خالق ادوبی (Adobe Creative Cloud) در دسترس است.

## تاریخچه انتشار
نرم‌افزار ادوبی میوز برای اولین بار در ۷ مارس ۲۰۱۲ منتشر شد و ۱۲ بار تا ژوئن ۲۰۱۵ بازبینی و منتشر شده‌است.
ادوبی میوز، نرم‌افزاری پرکاربرد و قدرتمند که برای طراحی و توسعه وب سایت بدون نیاز به دانش کدنویسی برای نمایش در  کامپیوتر و موبایل با آخرین استاندارهای وب به کار میرود. این نرم‌افزار همانند دیگر محصولات ادوبی دارای یک رابط کاربری ساده و در عین حال حرفه ای است که کاربران با آن ناآشنا نخواهند بود. طراحی سایت با این نرم‌افزار نیاز به هیچ دانش تخصصی ندارد و شما می توانید هر تعداد صفحه ای که نیاز دارید طراحی کرده و سپس آن را به صورت فایل html خروجی بگیرید. از دیگر قابلیت های این نرم‌افزار می توان به هماهنگی کامل با نرم‌افزار ادوبی دریم ویور (Adobe Dreamweaver) اشاره کرد.